# Daniel Barke

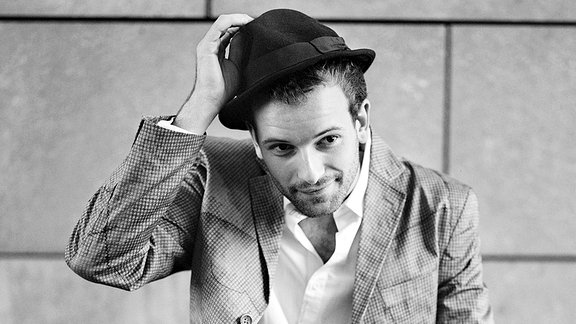
Daniel Barke (2017)

Daniel („Dan“) Barke (* 25. Juni 1984 in Leipzig) ist ein deutscher Saxophonist, Sänger, Beatboxer, Komponist und Arrangeur. Er tritt ebenfalls unter dem Künstlernamen DanB auf.

## Leben
Daniel („Dan“) Barke ist als Sohn einer Ärztin und eines Architekten in Oranienbaum bei Dessau aufgewachsen. Im Rahmen seines Abiturs im Musikzweig der Landesschule Pforta im Jahr 2004 machte er die Chorleitungsabschlüsse C1 und C2. Barke studierte ab 2005 Jazzsaxophon mit Nebenfach Jazzgesang an der Hochschule für Musik und Theater Leipzig. Er ist Diplomjazz- und Popularmusiker. 2007 gründete er sein derzeitiges musikalisches Hauptprojekt, die Vokaljazz-Formation Tonalrausch, welche sich 2015 in Voxid umbenannt hat. Barke ist Initiator und Intendant des Vokalrausch Festivals, welches 2013 und 2015 in Dessau, sowie 2017 in Leipzig ausgetragen wurde. Als Musik-Dozent arbeitete Barke unter anderem für die Bundesakademie für politische Bildung Wolfenbüttel, die Jeunesses Musicales e.V. oder die Podium Musikstiftung Esslingen.

## Auszeichnungen
- 2015: Auszeichnung beim Kompositionswettbewerb „Gebt uns Songs“ vom deutschen Chorverband für die Komposition Summer Rain
- 2011: 1. Preis beim Jugend Kulturell Vorentscheid in Weimar mit Tonalrausch
- 2002: 1. Preis beim Deutschen Chorwettbewerb mit dem Jugendchor der Landesschule Pforta in Osnabrück

## Diskografie (Auswahl)
Alben
- 2018: Voxid – Shades of Light
- 2017: Quintense – Quintense (produced by Daniel Barke)
- 2016: Voice It – Power, Pleasure, Pain (produced by Daniel Barke)
- 2015: tonalrausch – vocal spring (limited Asia-Tour edition)
- 2014: tonalrausch – On Vocation
- 2014: Schwarzkaffee – Radio Freakquency
- 2013: MundArt – virile Handarbeit
- 2012: Bangrantisio – Ride Me
- 2012: Schwarzkaffee – In The Machine
- 2011: tonalrausch – On Vocation (limited Asia-Tour Edition)
- 2010: Black Coffee (Schwarzkaffee) – Diggin' The Funk
- 2009: tonalrausch – Jazzclub
- 2008: MundArt – Voc’n Bass
- 2005: Bangrantisio – Rap’n Jazz
- 2003 Jugendjazz-Orchester Sachsen Anhalt – When You Speak Love

Singles / EPs
- 2019: Voxid – Evergreen (Single)
- 2018: Voxid – Tears (Single) (produced by Daniel Barke)
- 2018: Voxid – No Diggity (Single) (produced by Daniel Barke)
- 2018: Voxid – Music Ain't My Thing (Single) (produced by Daniel Barke)
- 2016: Voxid – Voxid (EP) (produced by Daniel Barke)
- 2015: Juicebox! - Electric (EP)
- 2013: Schwarzkaffee – Reincarnation Of Funk (Single)
- 2008: Bangrantisio – Banküberfall (EP)

DVDs
- 2013: Daniel Barke – Traffic Lights (Live in Concert)